# Điền Lâm
Điền Lâm (tiếng Tráng: Denzlaem, chữ Hán giản thể: 田林县, Hán Việt: Điền Lâm huyện, bính âm: Tiánlín Xiàn), là một huyện thuộc thành phố cấp địa khu Bách Sắc của khu tự trị dân tộc Choang Quảng Tây, Trung Quốc. Huyện này có diện tích 5.584 km², dân số năm 2010 là 243.700 người, người Tráng chiếm 63,06%. Điền Lâm có 10 hương, 6 hương dân tộc.